# Idioma aguna
El aguna (también llamado agunaco o awuna) es una lengua nigerocongolesa hablada en Benín y en Togo por los agunes. 
Según Ethnologue, en 1992 había 3470 agunes en Benín (según Joshuaproject hay 7100). Los hablantes benineses se localizan en la localidad de Agouna, situada en la comuna de Djidja del departamento de Zou. Según el mapa lingüístico de Togo, también se habla en la zona fronteriza con Benín, pero no hay datos sobre el número de hablantes.  En Togo se habla en el sureste del país, en el extremo sureste de la región del Altiplano, al norte y sur del Bosque de Togodo, en las dos orillas del río Mono, en las prefecturas de Yoto y de Mono Mitjà, además de en Lomé y otras ciudades del sur del país.
El aguna es una lengua kwa, familia lingüística que forma parte de las llenguas Benué-Congo. Concretamente, según Ethnologue, forma parte del grupo lingüístico de las lenguas gbe.
El aguna es una lengua vigorosa (EGIDS 6a): es hablada por personas de todas las generaciones y su situación es sostenible. Sus hablantes también hablan fon, gen e ifè.